# Microlestes luctuosus
Microlestes luctuosus é uma espécie de insetos coleópteros pertencente à família Carabidae.
A autoridade científica da espécie é Holdhaus in Apfelbeck, tendo sido descrita no ano de 1904.
Trata-se de uma espécie presente no território português.